# ピアニッシモ (たばこ)
ピアニッシモ（PIANISSIMO）は、たばこの銘柄の一つ。日本では日本たばこ産業から製造・販売されている。

## 概要
もともとはR.J.レイノルズ社製造時代からセーラムブランドで販売されていた製品で、JTによるRJRの海外部門買収を機に2004年6月からピアニッシモブランドを独立させ、2005年5月1日よりJTの取り扱い銘柄（国内生産）となった。それ以降、ペティル、フランの追加や他のJTメンソール銘柄のピアニッシモへの統合が行われている。2017年3月にはベヴェル・ライトも新たにピアニッシモブランドに加わった。フィリップモリス社のバージニア・エス同様、女性向けのタバコである。
なお中国等海外で販売される場合は、メビウスブランドとして販売され、メビウスピアニッシモとなる。